# Acétate de médroxyprogestérone
L’acétate de médroxyprogestérone (en anglais Medroxyprogesterone acetate ou MPA), connu aussi sous le nom acétate de 17α-hydroxy-6α-méthylprogestérone, ou Depo-Provera est une forme synthétique de progestérone. Il est utilisé principalement comme contraceptif mais sert aussi pour le traitement de l'endométriose.
Ses actions pharmacologiques sur le système endocrinien sont :
- L'inhibition des gonadotrophines hypophysaires : hormone folliculostimulante (FSH) et hormone lutéinisante (LH).

- La diminution des taux sanguins d'hormone corticotrope (ACTH) et d'hydrocortisone.

- La diminution de la testostérone circulante.

- La diminution des taux d’œstrogènes circulants : résultant à la fois de l'inhibition de la FSH et de l'induction enzymatique de la réductase hépatique, entraînant une augmentation de la clairance de la testostérone et par conséquent une diminution de la conversion des androgènes en œstrogènes[2].

Son effet contraceptif est dû : 
- au blocage de l'ovulation,
- à l'épaississement de la glaire cervicale, empêchant la progression des spermatozoïdes vers la cavité utérine,
- à l'inhibition de la croissance endométriale, empêchant ainsi la nidation embryonnaire[3].

## Histoire
Le MPA a été découvert en 1956 par la société Upjohn Company, depuis intégrée à Pfizer. Ses premières indications étaient l'endométriose et la prévention des fausses couches, pour lesquelles il a été autorisé en 1960 par la FDA (par la suite, il s'est avéré qu'il n'avait pas d'effets sur les avortements spontanés). La découverte incidente d'effets secondaires au Brésil a conduit à des revendications en tant que contraceptif, pour lesquelles une demande d'agrément a été faite en 1960. Après de nombreuses polémiques et vicissitudes, la molécule a été autorisée comme contraceptif en 1992 aux États-Unis, et en 1994 au Canada,.  

## Indications
Chez la femme, le MPA est principalement utilisé comme contraceptif, en prise orale ou par injection, mais il sert aussi dans des thérapies de substitution hormonale pour la ménopause, pour prévenir l'hyperplasie endométriale. Les effets en cas de ménopause n'avaient pas été étudiées en 2010, et le médicament ne faisait l'objet d'aucune indication.
Par voie injectable comme méthode contraceptive, il est administré le 5e jour des règles et doit être renouvelé toutes les 13 semaines (3 mois).
Il peut être utilisé dans le traitement hormonal de la ménopause. Le MPA est aussi utilisé contre l'endométriose, la dysménorrhée.
Il n'est pas utilisé dans le traitement de l'épilepsie, mais contrairement à d'autres contraceptifs, il diminuerait la fréquence des crises et pourrait être combiné avec un traitement classique sans interactions néfastes.
La durée de traitement varie selon les pays. Au Canada, Pfizer met en garde contre une utilisation prolongée, en recommandant une durée la plus courte possible,. Aux États-Unis, la durée conseillée est limitée à deux ans, sauf impossibilité de recourir à un mode de contraception alternatif.

## Efficacité

### Utilisation à visée contraceptive
Après une seule injection de MPA administré par voie sous-cutanée, le délai médian d'obtention de l'ovulation est de 212 jours (environ 7 mois), et de 80 % à 97,4 % des femmes ont une ovulation dans une période de 12 mois. À titre de comparaison, après l'arrêt du MPA administré par voie intramusculaire, une moyenne de 5,3 mois entre la dernière injection et le retour de l'ovulation ou des règles normales a été observée.
Le MPA par voie injectable a une grande efficacité contraceptive. Lors des essais cliniques de phase III du MPA administré par voie sous-cutanée, sur 720 femmes nord-américaines et 1059 femmes eurasiatiques il n’y eut aucune grossesse après douze mois d'utilisation (indice de Pearl à 1 an = 0).
D'après la Commission de la Transparence, son service médical rendu est important.

## Effets secondaires

### Utilisation à visée contraceptive
Selon une méta-revue de 2019, il n'existe pas d'études conduites en double-aveugle sur les effets secondaires. À dose contraceptive (entre 100 et 150 mg par trimestre), il semble exister une association entre l’utilisation du MPA et les effets secondaires suivant : une prise de poids pouvant aller de 1,3 à 3 kg après 1 an d’utilisation (comparativement, 100 g à 1,1 kg pour les contraceptions non hormonales), l’augmentation de la durée des règles, l’aménorrhée, l’apparition de métrorragies, et la diminution des douleurs de règles. Il existe des preuves fragiles concernant l’association entre l’utilisation du MPA et la diminution du risque de cancer de l’ovaire et de l’endomètre ou la diminution du risque d’infertilité tubaire. Les données sur les changements d'humeur ou de libido sont incohérentes entre elles. La méta-revue conclut à l'insuffisance des études, et préconise, qu'une approche orientée patient, « devrait intégrer les preuves disponibles tout en reconnaissant ses limites et en reconnaissant la valeur des expériences vécues par les femmes. » .
Un autre risque avéré et signalé par l'un des fabricants est la perte de densité osseuse, d'autant plus aiguë que le traitement se poursuit longtemps, et pouvant devenir irréversible. Un traitement au-delà de deux ans est fortement déconseillé. Le retour à la fertilité est retardé après l'arrêt du traitement.
Parmi les effets secondaires très fréquents (plus de 10 % des cas), sont signalés : céphalées, douleurs ou gênes abdominales, nervosité. 

## Castration chimique
Le MPA a été expérimenté en 1966 comme moyen de castration chimique. John Money (psychologue, sexologue et auteur, pseudo-spécialiste dans la recherche de l'identité de genre et la biologie de genre), a prescrit de l'acétate de médroxyprogestérone comme traitement pour un patient sujet à la pédophilie. Il devient ainsi le premier américain à employer la castration chimique. Malgré la réussite de cette nouvelle forme de castration, ce médicament n'a pas été approuvé par le FDA comme traitement pour des contrevenants sexuels.

## Quelques MPA
- Pfizer : Depo-Provera ou depot medroxyprogesterone acetate (DMPA), Farlutal, Prodafem, Sayana
- Orion Pharma : Indivina